# ومولودا
ومولودا (به انگلیسی: Vemulawada) یک زیستگاه انسانی در هند است که در کریم‌نگر واقع شده‌است.

## خصوصیات
ومولودا ۴۴٬۸۷۵ نفر جمعیت دارد.